# Vladimir Malaniuk
Vladimir Pavlovich Malaniuk (Malanyuk) (Arkhangelsk, 21 de julho de 1957 – 2 de julho de 2017) foi um grande mestre de xadrez ucraniano nascido na Rússia.
Malaniuk é considerado um dos melhores enxadristas de jogo rápido de xadrez do mundo. Em 2005, ele terminou em segundo em Tallinn, evento de xadrez rápido, atrás de Alexey Shirov, mas à frente de Anatoly Karpov e Boris Gelfand. No mesmo ano, ele ganhou a medalha de prata no campeonato de xadrez rápido europeu, atrás do Grande Mestre Internacional Zoltan Gyimesi. Em 2006, Malaniuk venceu o evento de xadrez rápido em Ajaccio.
Malaniuk também é considerado um forte jogador de xadrez de tempo tradicional, vencendo vários campeonatos nacionais e internacionais, incluindo Minsk 1985, Kostroma 1985, Lvov 1986 e Frunze 1987. 
Malaniuk fez importantes contribuições na teoria da abertura do xadrez. Em conjunto com Sergey Dolmatov, Mikhail Gurevich e Evgeny Bareev, a aderência de Malaniuk para o uso da Defesa Holandesa de Leningrado (descrito como um híbrido da Holandesa e do Rei Indiano) ajudaram a modelar uma nova aproximação dinâmica na década de 1980, revivendo interesse na abertura, visto que esta permitem às pretas a oportunidade de desbalancear a posição. O sistema tornou-se posteriormente uma escolha popular em todos os níveis de xadrez.
Em 2001, o enxadrista e jornalista de xadrez russo Evgeny Atarov disse que Malaniuk estava gravemente doente, recebendo um número de cirurgias cujo financiamento tornou-se motivo de preocupação.